# Hanky Code

„Hanky Code“ aufgemalt auf eine Paul-Bunyan-Statue.
In der richtigen Umgebung würde er bekannt machen, dass er gerne aktiv „fistet“.

Der Hanky Code (auch Hankie Code von engl. hanky = (in US: kindliche) Kurzform von Handkerchief = Taschentuch; daher manchmal auch Taschentuch-Code; im Englischen auch bezeichnet als Handkerchief code, bandana code = Halstuch-Code, Flag = Flagge oder flagging = „Flagge zeigen“) ist ein semiotischer Code, der für Eingeweihte die Möglichkeit schafft, sexuelle Vorlieben und gewünschte Sexualpraktiken unaufdringlich durch das Tragen verschiedenfarbiger Taschen- oder Halstücher anzuzeigen. Er wurde üblicherweise von gezielt nach Sexpartnern suchenden homosexuellen Männern und von BDSM-Praktizierenden in den Lederszenen Angloamerikas und Europas verwendet. Vermutlich durch die gesteigerte Bedeutung von Online-Datingseiten ist seine Bedeutung jedoch stark zurückgegangen.

## Trageweisen
Die Trageweise des Tuches signalisiert die sexuelle Vorliebe beziehungsweise die bevorzugte BDSM-Rolle. Zumeist wird ein in der linken Gesäßtasche getragenes Taschentuch (auf der Seite des Herzens) als Signal dafür gesehen, dass der Träger aktiv sein möchte („Top“ bzw. „jener, der penetriert“). Umgekehrt signalisiert das rechts getragene Taschentuch den Wunsch, passiv zu sein („Bottom“ bzw. „der Penetrierte“). Um den Hals getragen kennzeichnet das Tuch den Träger als „flexibel“ („Switch“ bzw. „versatile“); sowohl aktive als auch passive sexuelle Kontakte sind möglich und erwünscht. Bei (BDSM- oder Leder-) Lesben gilt der Signalcode gleichwertig für andere Orte des Tragens – wie zum Beispiel Handtaschen, Brusttäschchen etc.

## Mögliche Verwirrungen
Darüber, welche Seite für aktiv und passiv steht, herrschte nicht immer Einigkeit innerhalb eines Kulturkreises. Tendenziell war im nicht-englischsprachigen Europa die links/rechts-Bedeutung in den Zeiten vor dem Internet zeitweise umgedreht und somit aktiv auf der Seite der rechten Hand.
Bei der Einteilung in „aktiv“ oder „passiv“ kann es zu Trugschlüssen kommen:
- Beim Oralverkehr wird dieses, wie auch in der Sprache, oft falsch verstanden,[8] ist aber logisch in das System einzuordnen. Eine treffende Erklärung ist: Der „Passive“ ist derjenige, der penetriert wird, während der „Aktive“ penetriert.
- Schwierig ist es auch bei der Prostitution. Ist der Aktive der zahlende Kunde oder der verkaufende Prostituierte? Dabei haben sich im Großen und Ganzen zwei Traditionen herausgebildet: Im deutschen Sprachraum ist der Kunde „passiv“. In den USA ist der Kunde „aktiv“.

## Geschichte
Das Tragen von farbigen Halstüchern war Mitte/Ende des 19. Jahrhunderts im Wilden Westen bei Cowboys, Lokführern und Bergleuten üblich. Im San Francisco nach dem Kalifornischen Goldrausch waren Frauen rar, und Männer tanzten miteinander beim Square Dance. Um die Rollen auseinanderzuhalten, entwickelte sich ein Code, bei dem die Tänzer in der männlichen Rolle blaue Halstücher am Arm, am Gürtel oder in der hinteren Hosentasche der Jeans trugen und Tänzer in der weiblichen Rolle rote Halstücher. (Dabei wurde Blau nach farbhistorischer Darstellung eigentlich erst nach dem Ersten Weltkrieg um 1920 zur Farbe der Männer.) Andere berichten von am rechten oder am linken Arm getragenen Halstüchern. Die volkstümliche Überlieferung der schwul-lesbischen Gemeinde von San Francisco sieht dies als möglichen Ursprung des Hanky Codes.

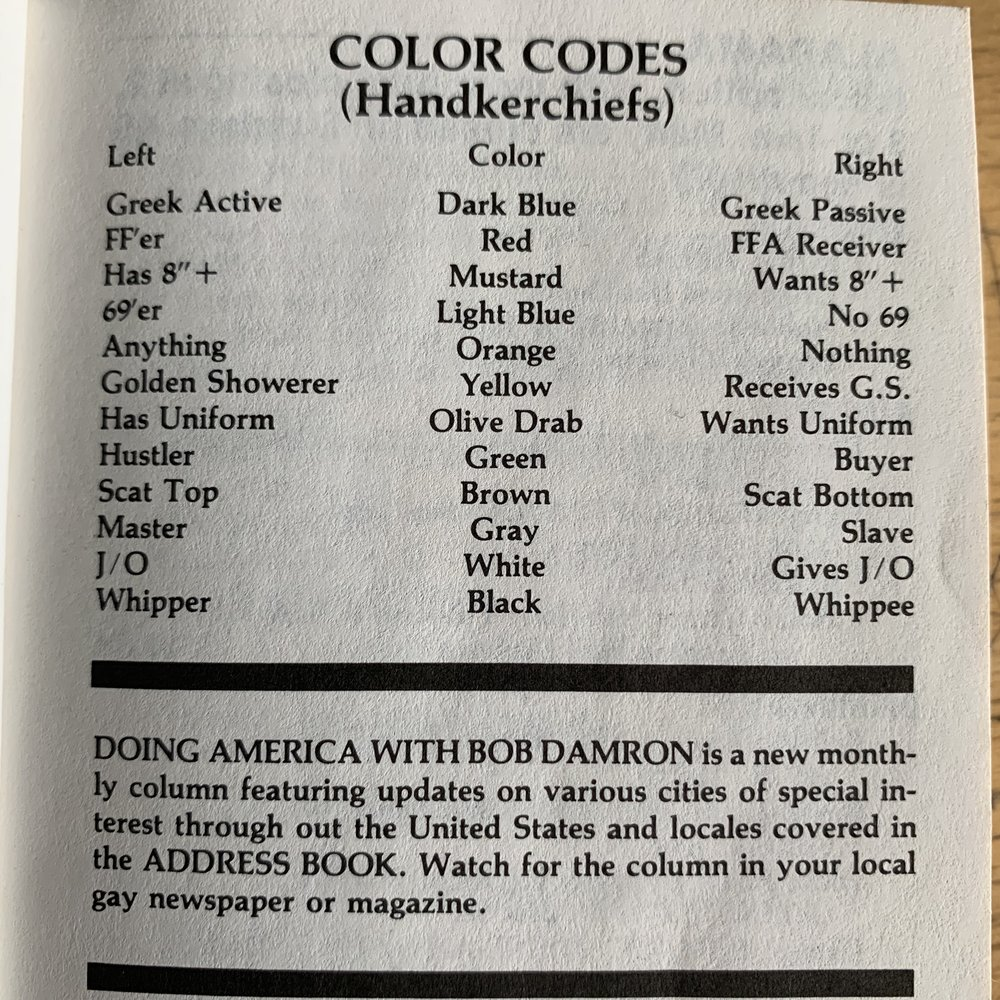
Farbcodes aus Bob Damron’s Address Book (1980), englisch

Nach allgemeiner Auffassung wurde der Hanky Code dann Anfang der 1970er Jahre in der schwulen Leder- und Jeans-Szene entwickelt. TIME Magazine berichtete über die Verwendung des Hanky Codes in der Lederszene ebenfalls 1975 und druckte auch eine Tabelle zur Erklärung ab. Die Gruppe Samois druckte im Jahre 1978 den ersten angepassten Hanky Code für Frauen ab. In der US-amerikanischen Kriminalistik wurde der Code 1984 besprochen. Seit Ende der 1970er Jahre ist die Taschentuch-Tradition auch in Südafrika bekannt. Nur wenige benutzten es allerdings als Sex-Indikator, die Mehrheit trug es als modisches Accessoire um den Hals oder am Handgelenk. Über die Bedeutung des in der schwulen Szene bekanntesten Code Rot wussten sie jedoch genug, um diese Farbe nie versehentlich rechts hinten zu tragen. Im Jahre 1984 führte eine Gruppe in Texas auch ein Safe-Sex-Hanky ein und machte damit Safer Sex zu einer positiven Wahl statt zu einer Einschränkung.

## Andere mögliche Vorläufer
Schon vor 1970 sind auch von der Gürtelschlaufe hängende Schlüssel als Zeichen bekannt, „Key Code“ genannt. Im TIME Magazine wurde 1975 davon berichtet. Auch hier signalisierte der Schlüssel an der linken Hüfte den „Top“ und an der rechten Hüfte den „Bottom“. Von diesem Code geht eine andere Entstehungsgeschichte des Hanky Codes aus. Etwa 1970 soll ein Journalist der liberalen New Yorker Wochenzeitung Village Voice gescherzt haben, dass es sinnvoller wäre, statt nur durch Schlüssel als Kennzeichen für „Top“ oder „Bottom“ gleich die sexuellen Vorlieben subtil durch verschiedenfarbige Taschentücher kundzutun.
Um 1964 trugen S&M-Lederkerle in den USA manchmal Plaketten mit einem „S“ oder „M“. In der heutigen BDSM-Szene wird der Ring der O verwendet. Dabei handelt es sich meistens um einen Fingerring in Form eines Siegelrings mit einer Triskele drauf. Dabei gilt, dass der Top den Ring an der linken und der Bottom ihn an der rechten Hand trägt, während der Switch ihn an einer Kette oder Schnur um den Hals trägt. Es muss allerdings angemerkt werden, dass in der Geschichte der O, in welcher der Ring erstmals erwähnt wird, die Protagonistin O, ein weiblicher Bottom, ihn an der linken Hand trägt. Auch wird er dort nur von weiblichen Bottoms getragen. Somit kann man nicht sicher sagen, was die Trageweise letztendlich bedeutet, zumal der Ring heutzutage auch außerhalb der BDSM-Szene getragen wird.

## Verbreitung
Neben der Lederszene im Speziellen war der Code selten auch in anderen Lokalen und vor allem beim Cruising üblich. Inzwischen hat sich die Verwendung wieder stark auf die Lederszene und die ihr entstammende Bear Community eingeschränkt, primär durch Veränderungen in der homosexuellen Kultur. Manche schwulen Kontakt- und Chatportale haben die Verwendung übernommen, wobei man dort über Tooltip auch die Bedeutung lesen kann. Über die schwule Lederszene kam der Hanky Code in modernisierter Form auch in die allgemeine BDSM-Szene und wird dort gelegentlich, beispielsweise auf Partys, verwendet.

## Heutige Bedeutung

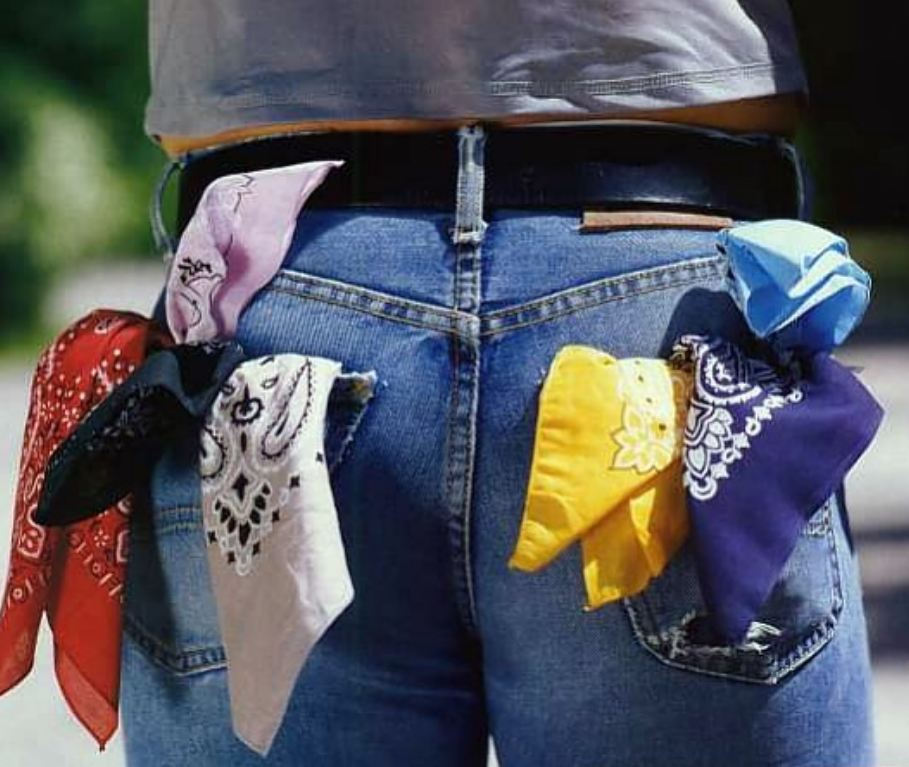
Mehrere Hankys in den Gesäßtaschen einer Jeans (2009)

War das Sexualverhalten für die in einer repressiven Gesellschaft Aufgewachsenen in den 1970er und frühen 1980er Jahren nach der Sexuellen Revolution und nach Stonewall recht promiskuitiv und der Hanky Code ein Ausdruck dafür, so änderten Viele mit dem Aufkommen von HIV und Aids ihr Verhalten. War früher offen homosexuelles Leben und gemeinsames Zusammenleben durch die Regeln der Mehrheitsgesellschaft viel schwieriger, so hat sich die Lage in den letzten Jahren gebessert. Die Möglichkeiten, Partner zu finden, haben sich erweitert, und die Zahl derer, die tagsüber mehr oder minder versteckt leben und nur in der Nacht ein schnelles Abenteuer suchen, geht zurück. Mit dem steigenden Selbstvertrauen der Homosexuellen im Allgemeinen wächst auch die Risikobereitschaft des einzelnen, mit dem anderen ein Gespräch über die Vorlieben zu führen. Weiterhin sind Internet-Kontaktportale wie Romeo, Gaychat oder Gaydar für viele zu Hauptkanälen für die Kontaktaufnahme geworden, gerade auch bei schnellen Abenteuern und spezialisierten Vorlieben. All dies führte zu einem Rückgang in der Verwendung der Hanky Codes.
Ein weiteres Problem war, dass die Listen mit Farb/Vorlieben-Kombinationen immer länger wurden und die Farbtöne immer schwerer unterscheidbar wurden, was noch stärker an dunklen Orten eine Rolle spielte. Manche ähnliche Farbtöne bedeuteten ganz unterschiedliche Praktiken, wie etwa helles Rosa für Dildo-Spiele steht, dunkles Rosa für Brustwarzenspiele und Magenta für Achsellecken. Als Erweiterung war für einige Vorlieben nicht nur die Farbe entscheidend, sondern auch die Art des Stoffes (zum Beispiel Satin) oder das Muster (zum Beispiel gepunktet, gestreift). Damit wurde der Code selbst für Eingeweihte immer schwerer durchschaubar. Erschwerend kam hinzu, dass über die Grundbedeutungen hinaus der Code nicht international gleich war, sondern sich sogar von Lokal zu Lokal unterscheiden konnte.

## Neuere Symbole für sexuelle Präferenzen
Ein Interesse, auf den ersten Blick erkennen zu können, welche „Rolle“ ein potentieller Sexualpartner in puncto Penetration ausübt, soll auch eine angeblich neue symbolische Praxis begründen: Es komme immer häufiger vor, dass anstelle von Taschentüchern in den Gesäßtaschen einfach schwarze Lederarmbänder am entsprechenden Handgelenk getragen werden. Diese Symbolik könne wie bei den Schlüsseln früher zu Verwechslungen führen, wenn unwissentlich ein schwarzes Lederarmband aus rein modischen Gründen getragen wird. Es existieren auch Armbänder, die in der Mitte farblich codierte Einlagen aufweisen, hier ist die Farbauswahl derzeit auf Weiß, Gelb, Rot, Blau und Grau beschränkt.

## Tabellenauszug (Farbbeispiele)

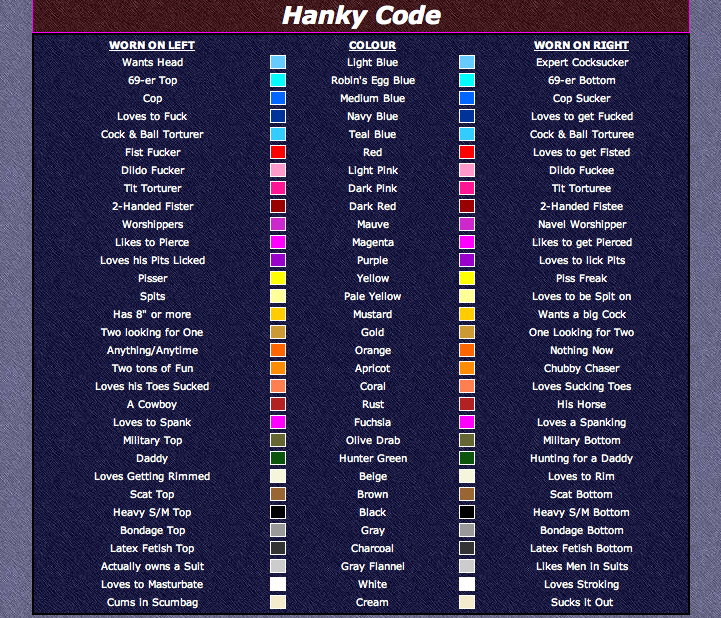
Folsom Street Hanky Codes, englisch

Neben den grundlegenden Farben, welche recht übliche Praktiken bezeichnen oder einen intuitiven Zusammenhang haben (z. B. braun = Kot, gelb = Urin, weiß = Sperma, olivgrün = Militär), können andere Farben und Bedeutungen je nach Region und Lokal variieren.
| Farbe                     | Bedeutung |
| Grundlagen                | Grundlagen                                                                                                   |
| ------------------------- | --- |
| Braun                     | Koprophilie/Exkrementophilie, „Scat“, „Kotspiele“                                                            |
| Gelb                      | Urophilie, „Natursekt“                                                                                       |
| Grau                      | Fesselspiele, „leichtes BDSM“                                                                                |
| Himmelblau                | Oralverkehr („penetrieren“, Fellatio empfangen ↔ „penetriert werden“, Fellatio geben)                        |
| Marineblau                | Analverkehr                                                                                                  |
| Orange                    | Mache alles, Top ↔ Bottom (sehr erfahrene Leder- oder Fetischmänner, die nicht mehrere Farben tragen wollen) |
| Rot                       | Fisting, Faustverkehr                                                                                        |
| Schwarz                   | BDSM (Top ↔ Bottom)                                                                                          |
| Weiß                      | masturbieren                                                                                                 |
| Erweiterung               | |
| Rosa (engl. hot pink)     | Dildo-Spiele                                                                                                 |
| Altrosa (engl. dark pink) | Brustwarzen bearbeiten, „Tittentrimm“                                                                        |
| Magenta                   | Achselhöhlen lecken                                                                                          |
| Fuchsia                   | Spanking |
| Bordeaux                  | Dominanz |
| Beige                     | Rimming |
| Senfgelb                  | großer Penis                                                                                                 |
| Hellgrün                  | Männliche Prostitution (DE: Kunde ↔ Prostituierter; US: Prostituierter ↔ Kunde)                              |
| Olivgrün                  | Rollenspiel (Militärspiele)                                                                                  |
| Waldgrün                  | Rollenspiel (bin Vater ↔ Sohn / suche jünger ↔ älter)                                                        |
| S/W-kariert               | Safer Sex (rechts & links)                                                                                   |
| Materialien               | |
| Teddybär                  | Knuddeln |
| Papiertaschentuch         | Stinke ↔ Schnüffle                                                                                           |

## Kulturelle Erwähnung
- Peaches veröffentlichte 2006 das Lied Hanky Code online, in dem sie Hanky Codes besingt. Zu Beginn weist sie darauf hin, dass man seinen Hanky Code besser kennen sollte, bevor man fortgeht, fragt den Zuhörer, was aus seiner Tasche hängt und ob man dessen Bedeutung kenne. Im weiteren Verlauf erklärt sie einige Farben und das Rechts/Links-Tragen.
- Der 2001 veröffentlichte Dokumentarfilm Beyond Vanilla (ein Bezug auf Vanillasex) wurde von der Produktionsfirma Hanky Code Productions Inc. produziert.
- Im Jahre 1983 brachte die Firma The Parker Sisters – Div.of Fire Island Games, Inc. ein Gay Monopoly heraus, bei dem man Bars und Saunen kaufte. Wenn man auf einem „Manipulation“-Feld landete, musste man aus „Ollie's Hanky Code“ die oberste der 16 Karten nehmen und korrekt erklären, was es links und rechts getragen bedeutet. Bei richtiger Antwort erhielt man $ 69 und bei falscher Antwort musste man $ 69 in die Stonewall-Rücklage zahlen.[23]
- Als der Illustrator der Lederszene der 1970er und 1980er Jahre zeichnete Tom of Finland einige seiner Charakter mit Hanky Codes.[24]

## Ähnliche Codes
- Laut Medienberichten symbolisiert die Schleife des Dirndls in Bayern und Österreich, mit welcher die dazugehörige Schürze gebunden wird, den Beziehungsstatus der Trägerin. Auf der rechten Seite gebunden bedeutet sie, dass die Trägerin verlobt oder verheiratet, auf der linken Seite, dass sie ledig ist. Vorne gebunden zeigt sie, dass die Trägerin Jungfrau, hinten gebunden, dass sie Witwe ist. Diese Praxis ist mit dem Hanky Code vergleichbar. Ein ähnliches Phänomen ist der Bollenhut in Teilen des Schwarzwaldes.

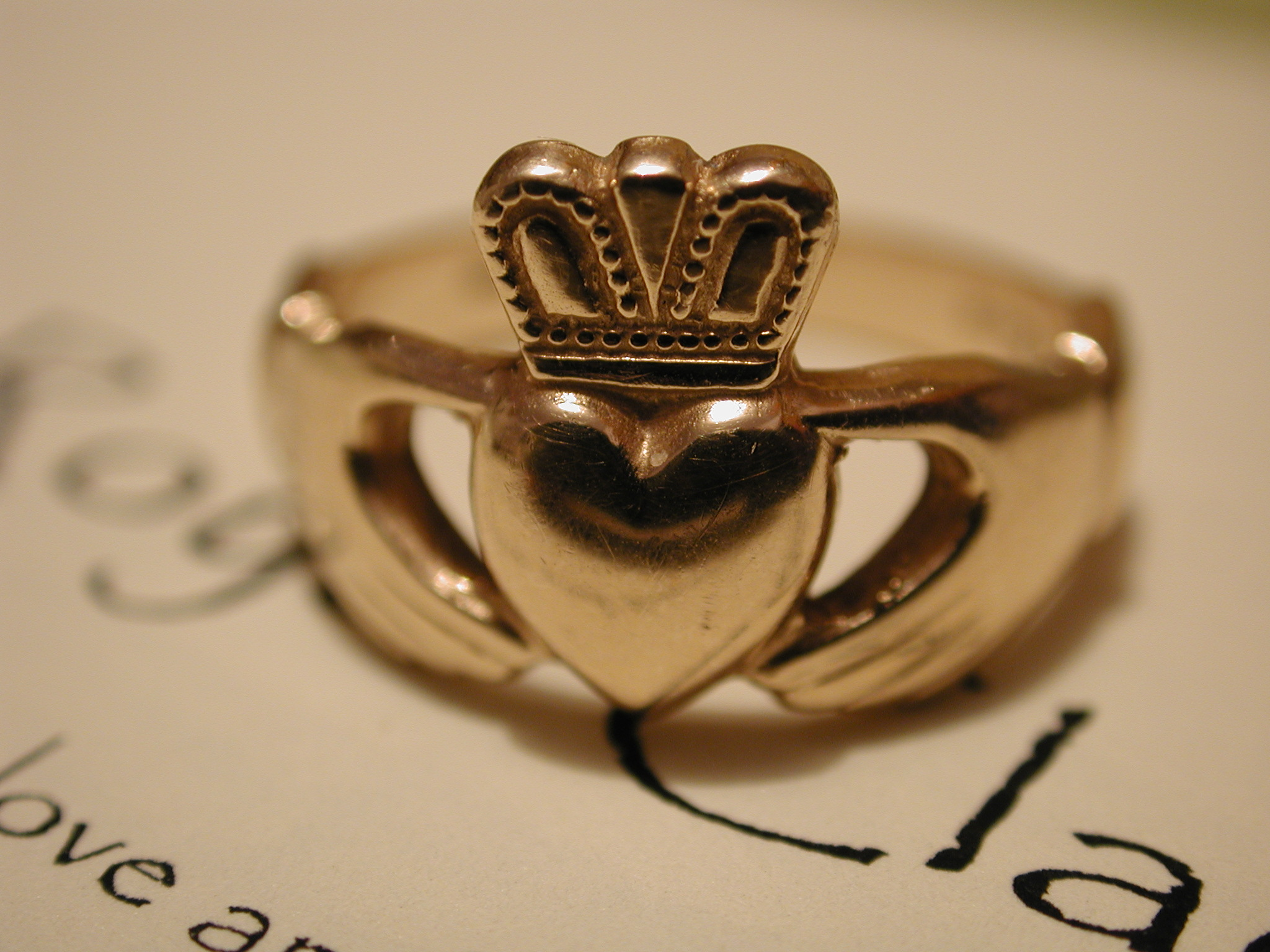
Claddagh-Ring

- Auch die Trageweise des Claddagh-Rings aus dem irischen Fischerdorf Claddagh soll den Beziehungsstatus einer Person symbolisieren. Rechts getragen, mit dem Herzen zur Person weisend, wird kundgetan, dass bereits eine Liebesverbindung besteht; mit dem Herzen von der Person weg hingegen die Suche nach einem Partner. Der Ring an der linken Hand und die Herzspitze zur Person gerichtet, entspricht einem Trauring. Links, Herz von der Person wegweisend, bedeutet, dass entweder jemand geschieden ist oder dass eine Verlobung besteht.
- Der Purity Ring bringt das Versprechen zum Ausdruck, mit dem Geschlechtsverkehr bis nach der Eheschließung zu warten (Virginity pledge, „Enthaltsamkeitsversprechen“). Der Ring wird bei der Hochzeit dem Ehepartner als Geschenk und Symbol der eigenen Reinheit übergeben.